# Motorsportarena Mülsen
Die Motorsportarena Mülsen (auch: Arena E) ist eine Kartsportanlage in Mülsen im Landkreis Zwickau in Sachsen. Sie ist die derzeit längste Outdoor-Kartbahn in Deutschland. Sie liegt ca. 4,5 km nordnordwestlich des Dorfkerns von Mülsen.

## Geschichte
Die Strecke wurde 2018 auf dem Gelände einer ehemaligen Kiesgrube nördlich von Mülsen angelegt. Die Eröffnung erfolgte am 2. August 2019. Das erste offizielle Rennen fand am 24./25. August mit einer Runde des Ost- und Norddeutschen ADAC Kart Cups statt.
Dem Bau der Anlage gingen jahrelange rechtliche Auseinandersetzungen zwischen der vom ADAC eingesetzten Betreibergesellschaft und Anwohnern und Umweltschützern voraus, die zu viel Lärm- und Umweltschäden befürchteten. Die gerichtlichen Auseinandersetzungen mit der Bürgerinitiative „Lebenswerte Umwelt contra Rennstrecke“ gingen bis in die letzte Instanz zum Leipziger Bundesverwaltungsgericht, wodurch sich die Bauarbeiten über acht Jahre hingezogen. Teil der Einigung war eine Reduzierung der ursprünglich 24 geplanten Rennsportwochenenden auf nur 18 pro Jahr.

## Streckenbeschreibung
Die Anlage umfasst auf einer Fläche von 10 Hektar eine 1350 Meter lange CIK-homologierte Outdoor-Rennstrecke, eine Outdoor-Leihkartbahn mit variablen Streckenlängen sowie eine 450 Meter lange Indoorpiste mit Elektro-Karts. Die maximal konfigurierbare Streckenlänge beträgt 1775 m. Sie umfasst ein teilasphaltiertes 11.000 m² großes Fahrerlager, das standardmäßig über Wasser- und Stromanschlüsse verfügt. Dazu kommen noch Garagenplätze und ein Gebäudekomplex, der Empfangsraum, Gaststätte, Seminar- und Tagungsräume umfasst. Der Start-Ziel-Turm beherbergt zudem das Rennbüro, Sprecher- und Zeitnahme-Büros und entspricht modernsten Anforderungen.
Durch zahlreiche Kurzanbindungen sind etwa ein Dutzend Streckenvarianten konfigurierbar.

## Veranstaltungen
- Deutsche Kart Meisterschaft
- ADAC Kart-Masters
- German Team Championship
- Ostdeutscher ADAC Kart Cup
- Rotax Max Challenge

## Sonstiges
Etwa 500 m südlich der Anlage befindet sich die Motocross-Strecke des MSC Thurm e. V. im ADAC Sachsen.